# Le Rapt (film, 1914)
Pour les articles homonymes, voir Rapt (homonymie).
Le Rapt est un court métrage muet français réalisé par André Hugon, sorti en 1914.

## Fiche technique
- Réalisation et scénario : André Hugon
- Pays d'origine : France
- Format : Muet - Noir et blanc -
- Genre : Court métrage
- Année de sortie : 1914

## Distribution
Acteurs inconnus